# Cotswolds

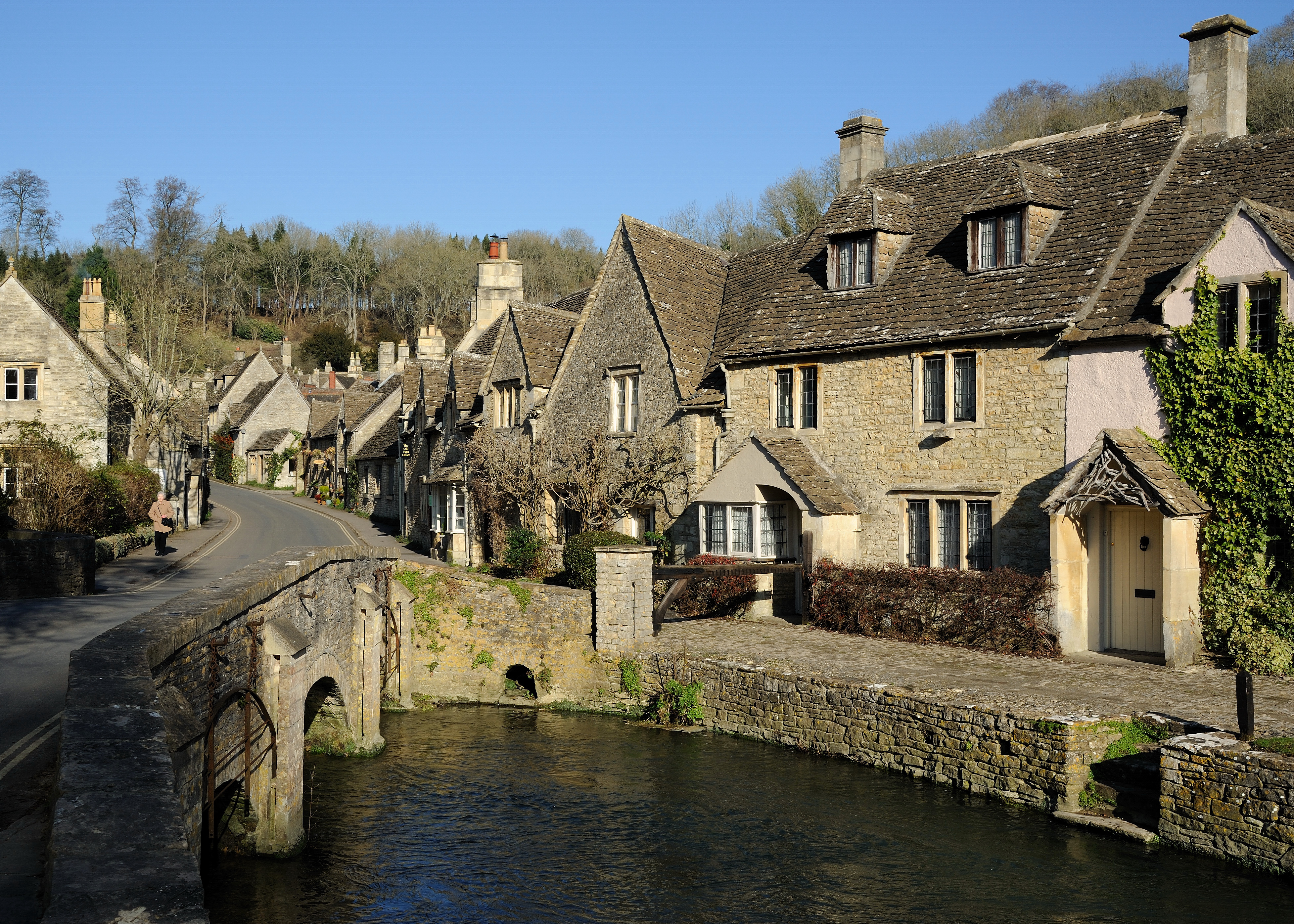
El Castell Combe, fet amb pedra de Cotswold

Cotswolds és una zona del centre-sud d'Anglaterra que conté els turons Cotswold Hills, dalt de la vall del Severn (Severn Valley i Evesham Vale). Aquesta regió està situada damunt de pedra calcària del Juràssic, que crea un tipus de prat que és rar al Regne Unit, i a més la seva pedra de color daurat (golden coloured Cotswold stone) es fa servir per a la construcció.
Els Cotswolds fan uns 40 km d'amplada i 145 km de llargada. Discorre des de Stratford-upon-Avon fins al sud de Bath, Somerset. El seu punt més alt és Cleeve Hill, de 1,083 ft (330 m), just al nord de Cheltenham. Els Costwolds formen part dels comtats de Gloucestershire, Oxfordshire, Somerset, Warwickshire, Wiltshire i Worcestershire.

## Història
Hi ha evidències d'assentaments del Neolític en enterraments a Cotswold Edge, i també hi ha restes de fortificacions de l'edat del bronze. Més tard els romans hi van bastir villae, com la de Chedworth, i assentaments com el de Gloucester van esdevenir el Fosse Way.
L'etimologia popular de Cotswold és que significa "sheep enclosure in rolling hillsides", que incorpora el terme wold, que significa 'turons'. Tanmateix, la English Place-Name Society va acceptar durant molt de temps que el terme Cotswold deriva de Codesuualt, del segle xii, i l'etimologia seria Cod's-wold, que derivaria de Cod's high open land. Cod ha estat interpretat com un nom de persona en anglès antic que data del segle viii.

## Geografia

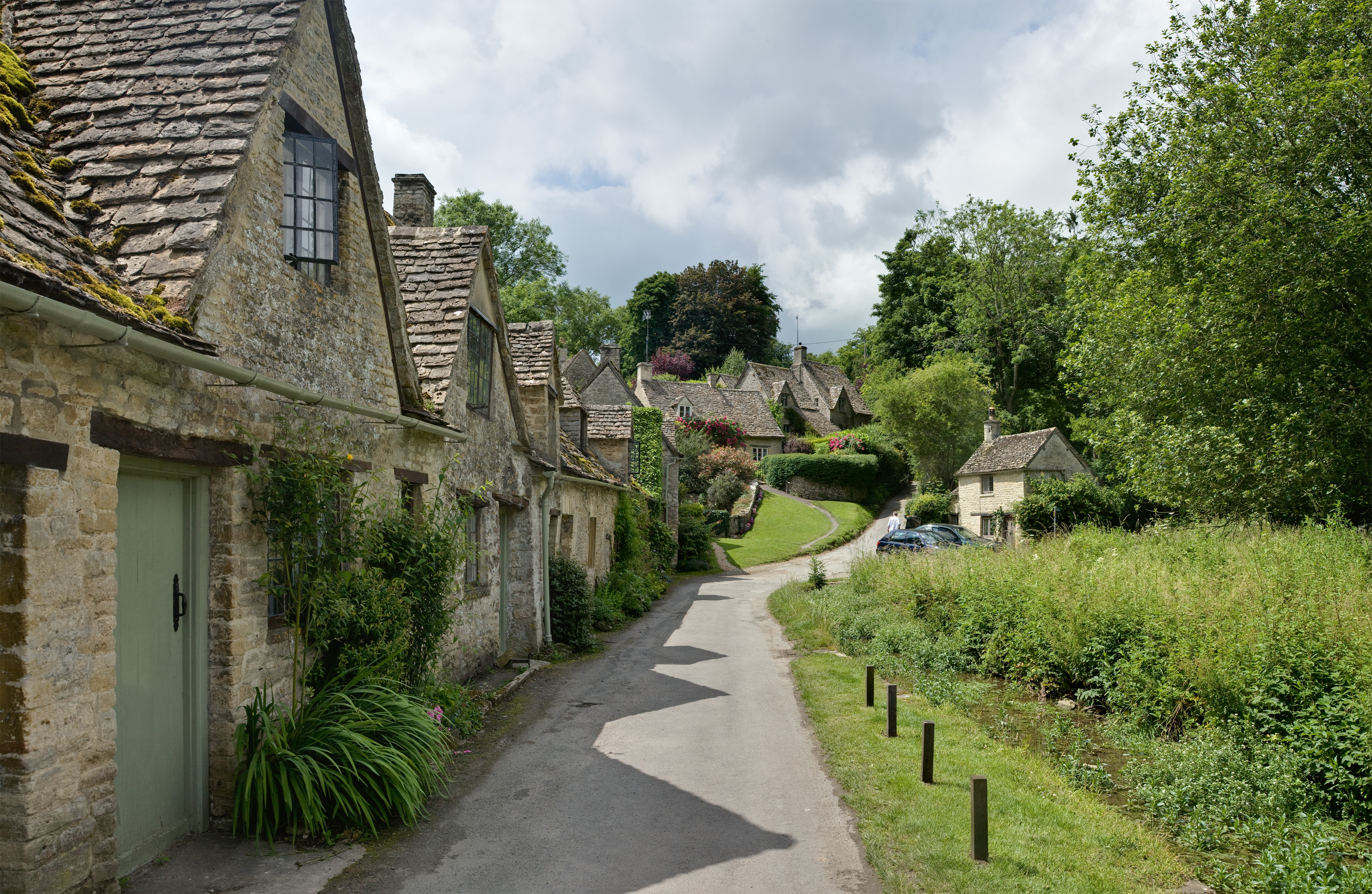
Bibury, una població típica de Cotswold

Les vores septentrionals i occidentals de Cotswolds estan marcades per escarpaments que davallen a la vall del riu Severn i del riu Avon. En termes geològics, és una formació en cuesta.
La zona conté fòssils d'eriçons de mar. Les poblacions de Cotswold inclouen Bourton-on-the-Water, Broadway, Burford, Chipping Norton, Dursley, Moreton-in-Marsh, Northleach, Stow-on-the-Wold, Stroud i Winchcombe. Bath, Cheltenham, Cirencester, Gloucester i Stroud.
La població de Chipping Campden és notable per haver estat la seu del moviment artístic Arts and Crafts, fundat per William Morris.

## Pedra de Cotswold (Cotswold stone)

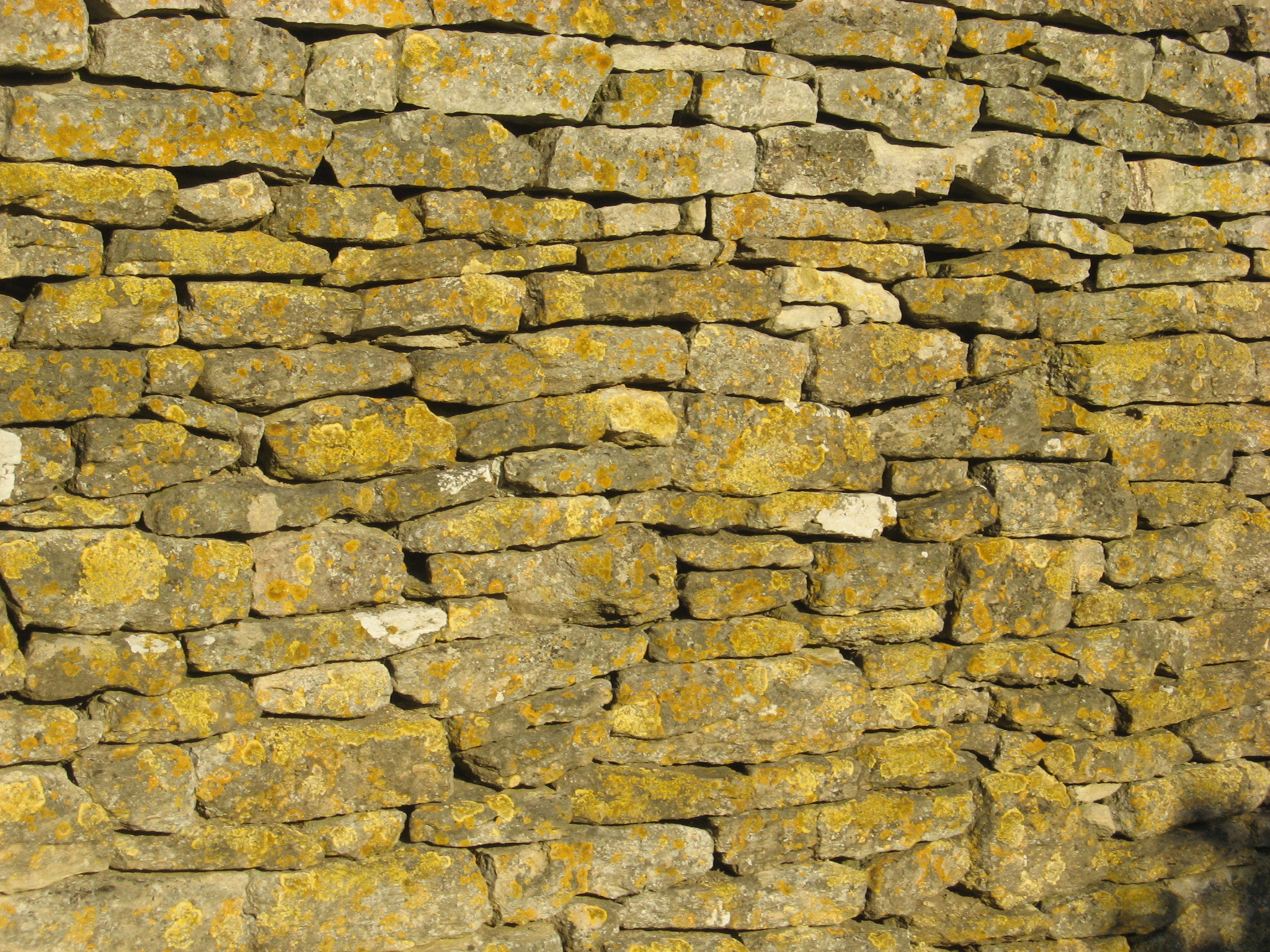
Pedra de Cotswold típica

La pedra de Cotswold és una pedra calcària groga oolítica del Juràssic. És rica en fòssils. Aquesta pedra varia de color del nord cap al sud. Hi ha moltes petites pedreres.

## Zona de bellesa natural (Area of Outstanding Natural Beauty)
Les Cotswolds van ser designades com una zona de bellesa natural (Area of Outstanding Natural Beauty (AONB) l'any 1966. Actualment aquesta zona AONB, amb l'estatus equivalent de Parc Nacional, ocupa 2,038 quilometres quadrats (787 sq mi).

El Cotswold Way és un camí de gran recorregut que fa 100 milles (161 km) de llargada.